# Muronko
Muronko är ett periodiskt vattendrag i Burundi.   Det ligger i provinsen Makamba, i den södra delen av landet, 110 km söder om huvudstaden Bujumbura.
Omgivningarna runt Muronko är en mosaik av jordbruksmark och naturlig växtlighet. Runt Muronko är det ganska tätbefolkat, med 214 invånare per kvadratkilometer.